# Slancevskij rajon
Lo Slancevskij rajon (in russo Сланцевский район?) è un rajon dell'Oblast' di Leningrado, nella Russia europea occidentale; il capoluogo è la città di Slancy.